# Atelognathus patagonicus
Atelognathus patagonicus là một loài ếch thuộc họ Leptodactylidae.
Đây là loài đặc hữu của Argentina.
Môi trường sống tự nhiên của chúng là vùng cây bụi ôn đới, subtropical hoặc tropical dry shrubland, vùng đồng cỏ ôn đới, đầm nước ngọt, và đầm nước ngọt có nước theo mùa.
Chúng hiện đang bị đe dọa vì mất môi trường sống.